# باول تومسون (مؤرخ)
باول تومسون (بالإنجليزية: Paul Thompson)‏ هو عالم اجتماع ومؤرخ بريطاني، ولد في 1935.